# Saint-Marc-la-Lande
Saint-Marc-la-Lande ist ein Ort und eine westfranzösische Gemeinde mit 366 Einwohnern (Stand 1. Januar 2022) im Département Deux-Sèvres in der Region Nouvelle-Aquitaine.

## Lage
Der Ort Saint-Marc-la-Lande liegt in einer Höhe von 170 Meter über dem Meer unweit des Flüsschens Autise, welches die nördliche Gemeindegrenze bildet, etwa 67 Kilometer westlich von Poitiers. Der Hauptort des Arrondissements, Parthenay, befindet sich rund 20 Kilometer in nordöstlicher Richtung entfernt.

## Geschichte
Die nachweisliche Geschichte des Ortes beginnt mit der Ankunft von Mönchen des Antoniter-Ordens um das Jahr 1260, die sich der Armen- und Krankenpflege (siehe auch Antoniusfeuer) widmeten und hier, an einer Nebenstrecke des Jakobswegs, ein (Pilger-)Hospital erbauten. Um das Jahr 1500 entstand die spätgotische Kollegiatkirche und im 17. Jahrhundert der mehrgeschossige Neubau der Commanderie.

### Bevölkerungsentwicklung
| Jahr      | 1800 | 1851 | 1901 | 1954 | 1999 | 2013 |
| --------- | ---- | ---- | ---- | ---- | ---- | ---- |
| Einwohner | 348  | 519  | 553  | 390  | 316  | 356  |

Der Bevölkerungsrückgang im 20. Jahrhundert ist im Wesentlichen auf den Verlust an Arbeitsplätzen infolge der Mechanisierung der Landwirtschaft zurückzuführen.

## Wirtschaft
Der Ort Saint-Marc-la-Lande diente lange Zeit dem Antoniter-Hospital und den ausschließlich landwirtschaftlich orientierten Weilern (hameaux) und Einzelgehöften in der Umgebung als kleines Handwerks-, Handels- und Dienstleistungszentrum.

## Sehenswürdigkeiten
- Hauptattraktion des Ortes ist die dem Evangelisten Markus geweihte ehemalige Kollegiatkirche; sie entstammt der Zeit um 1500 und ist vom Stil der Spätgotik geprägt. Die Fassade wird seitlich von zwei reichgegliederten Strebepfeilern mit leeren Figurennischen stabilisiert, wobei der linke deutlich stärker dimensioniert ist und gleichzeitig als Treppenaufgang dient. Die Mitte wird von einem großen Blendbogen bestimmt, in welchem sich die zweigeteilte Portalzone und die jeweils darüber angeordneten und nochmals unterteilten Fenster befinden. Die ihres figürlichen Schmuckes beraubten Archivolten enden nach außen in einem stickereiartig wirkenden Lambrequinbogen. In den Zwickeln oberhalb des Bogens befinden sich zwei Wappen; vor dem Giebelfeld mit einem kleinen Triskele-Fenster verläuft ein Laufgang. Der Kirchenbau ist bereits seit dem Jahr 1889 als Monument historique klassifiziert.[1]
- Unmittelbar neben der Kirche steht das dreigeschossige und – mit Ausnahme des Portals – vollkommen schmucklose ehemalige Hospital- und Verwaltungsgebäude (Commanderie) des Antoniter-Ordens, das im Jahr 1929 als Monument historique eingestuft wurde.[2] Es dient heute als Kultur- und Begegnungszentrum.
- Hinter dem Hospital befinden sich ein Obstbaumgarten mit über 100 Apfel- und Birnensorten und eine separate Anlage mit Medizinalpflanzen.